# جويل مور
جويل مور (بالإنجليزية: Joel David Moore)‏ (و. 1977 – م) هو ممثل، ومخرج سينمائي، وكاتب سيناريو، وممثل تلفزيوني، من الولايات المتحدة الأمريكية، ولد في بورتلاند، أوريغون.

## وصلات خارجية
- جويل مور على موقع IMDb (الإنجليزية)
- جويل مور على موقع روتن توميتوز (الإنجليزية)
- جويل مور على موقع ألو سيني (الفرنسية)
- جويل مور على موقع ميوزك برينز (الإنجليزية)
- جويل مور على موقع تيرنر كلاسيك موفيز (الإنجليزية)
- جويل مور على موقع أول موفي (الإنجليزية)
- جويل مور على موقع بوكس أوفيس موجو (الإنجليزية)
- جويل مور على موقع قاعدة بيانات الأفلام السويدية (السويدية)
- جويل مور على موقع قاعدة بيانات الفيلم (الإنجليزية)
- جويل مور على موقع كينوبويسك (الروسية)